# Головинское (Сокиринское сельское поселение)
Головинское — село в Сусанинском районе Костромской области России. Входит в состав Сокиринского сельского поселения.

## География
Село расположено в западной части Костромской области, в подзоне южной тайги, при автодороге 34Н-3, на расстоянии приблизительно 10 км (по прямой) к северо-востоку от посёлка городского типа Сусанино, административного центра района. Абсолютная высота — 185 м над уровнем моря.

### Климат
Климат характеризуется как умеренно континентальный, с продолжительной холодной зимой и коротким сравнительно тёплым летом. Среднегодовая температура воздуха — 2,6 °C. Средняя температура воздуха самого холодного месяца (января) — −12 °C; самого тёплого месяца (июля) — 18 °C. Продолжительность периода активной вегетации растений (выше 10 °C) составляет примерно 127 дней. Годовое количество атмосферных осадков — 610 мм, из которых большая часть выпадает в тёплый период.

### Часовой пояс
Село Головинское, как и вся Костромская область, находится в часовой зоне МСК (московское время). Смещение применяемого времени относительно UTC составляет +3:00.

## Население
| 2008 | 2010 | 2014 |
| ---- | ---- | ---- |
| 276  | ↘254 | ↗270 |

### Национальный состав
Согласно результатам переписи 2002 года, в национальной структуре населения русские составляли 93 % из 310 чел.